# منتخب تشيكوسلوفاكيا لهوكي الحقل للسيدات
منتخب تشيكوسلوفاكيا لهوكي الحقل للسيدات هو ممثل تشيكوسلوفاكيا الرسمي في المنافسات الدولية في هوكي الحقل للسيدات
.